# Бишарини
Бишарин (Бишарини) етничка су група која насељава североисточну Африку. Они су једно од главних племена номадског народа Беџа. Бишарини говоре беџа језик, који припада афро-азијској породици.
Већина Бишарина живи у Атабају, области која се налази између Нила и Црвеног мора, јужно од Абабда и северно од Амарара (два суседна беџска племена).
Подгрупе Беџа су:
- Абабда;
- Амарар;
- Бишарин;
- Бени-Амир;
  - Бени-Амир Беџа;
  - Бени-Амир Тигре;
  - Хедареб;
  - Хадендоа и
- Бабаил Укхра (остала племена).

## Демографија
Популација Бишарина је процењена на 42.000. Већи део овог номадског племена се креће у границама Судана.
Према неким проценама постоји 58.000 Абабда-Бишарин беџа говорника и 142.000 Абабда арапских говорника, са око 41.155 Беџа-Бишарина у Судану. Али бројеви варирају: друга процена каже да Бишарина у Судану има 15.000 и Бишарина (укупно?) 41.155, док говорника бишаринског у Египту према ISPD има 58.000. Бишарински (Бисарин, Бисариаб) је дијалекат Ту Бедавиа језика, којим говоре Беџе у Судану и Египту.

## Локација
Бишарини су раштркани по Нубијској пустињи (Батн ал-Хаџар) и долини Нила где су основали своја села у којима се баве пољопривредом. Бишарини живе у источном делу пустиње у Судану и јужном Египту. Они живе у Атабају, подручју између реке Нил и Црвеног мора, северно од Амарара и јужно од Абабда - у суштини између Нубијске пустиње и долине Нила.

## Култура
Округли или овални бишарински штитови, направљени су од коже крокодила, жирафа, носорога. Карар Кхаиралах, Бишарин из Асуана је 1949. године, негирао да су штитови Бишарина били направљени од оклопа корњаче - каже било би смешно да се неко брани тим оклопом, већ су се наоружавали мачевима и кожним штитом направљеним од коже слона или нилског коња, а не копљем и корњачиним оклопом, јер се лако ломи и неће се одупрети мачевима Бишарина.
Бишарини никако не једу месо птица. Њихове колибе направљене су од грања и лишћа палме, које су правиле жене. Linant de Bellefonds описује групу Бишарина: "Један од њих је пушио и пио кафу": Један од њих је био стар 120 година и није имао навику да узима пиће. "Само неколико њих пуши дуван, и то у цевима које они сами праве."

## Религија
Бишарини су углавном суфијски муслимани.
Суфије прижељкују непосредно искуство божјег присуства. Суфије се служе различитим медотама да би досегли стање блискости са богом и ослободили се ометања из спољњег света. Један од извора суфизма у Курану налази се у препоруци да се практикује зикр, који значи памћење, контемплацију, помињање Бога (на пример, 13:28, 33:14). У суфијској пракси, то може бити праћено молитвеним бројаницама, контролом дисања, музиком или плесом окретања по којем знамо дервише мевлевије.

## Живот данас
Са изградњом високе бране Асуан јуна 1964. године, Бишарини су изгубили велики део својих пашњака, дуж Нила и Кор ал-Алакија, коришћених у рано лето за напасање стада камила и коза. Пре 1964. године продавали су стоку у Асуану и пијацама дуж нубијског дела Нила, а затим се касно у зиму враћали кући.
До 1964. године, они који су се населили близу новог језера Насер са ниским нивоом воде, често су морали да прелазе велике удаљености да би дошли до воде за пиће. Поред тога, микроклиматске промене, које су последица стварања новог језера, изазивале су локалну сушу која је угрозила екологију.
Године 1978., у сарадњи са Египатском Националном Академијом Науке и Технологије и Високом Оделом за Развој Бране језера, тим стручњака истражио је источну пустињу. Њихов циљ је био да извјештавају о у утицају које језеро има на околину и проналазе начине за побољшање сточарства Беџа. Тим, који је укључивао геолога, стручњака за стоку и планера насеља посетили су Бишарине из Бир Абрака, Вади Ходеина, Беренице, Халаиба, Гебел Елба и Бира у Судану. Увели су шеме за побољшање седентаризације користећи једноставне технике за копање бунара на 25 до 50м парцеле. Од 1987. године спроведени су други пројекти и истраживања, укључујући и оне које су спровели Управа за развој високог брана језера, УНВФП, ФАО, УНЦХС и ИЛО. Имплементација пројекта Кор ел-Алаки инспирисана сталним напорима др. Фавзија за пројекте помоћи Беџама, почела је 1986. године са стручњацима из Афричког универзитета у Асуану (Др Ахмад Есмат Белал), Британским саветом у Каиру, Одсеком за заштиту животне средине Универзитета у Глазгову, као и руководством Високе бране.
До 1999. године број породица Беџа које су стално живеле на обе стране Кор ал-Алакија је повећан на око 200 (са 3 колико их је било 1978).